# Calliobasis miranda
Calliobasis miranda är en snäckart som beskrevs av B.A. Marshall 1983. Calliobasis miranda ingår i släktet Calliobasis och familjen Seguenziidae. Inga underarter finns listade i Catalogue of Life.